# Myelopati
Myelopati är ett samlingsnamn för sjukdomar i ryggmärgen, och syftar därmed på nervförändringar i ryggmärgen. Myelopati ska åtskiljas från radikulopati som istället beror på tryck mot en nervrot i ryggraden.

## Orsaker och varianter
Större delen av myelopatierna uppkommer till följd av lokala  tryckskador på ryggraden från exempelvis osteofyter, diskerna (diskbråck med mera), benigna eller maligna tumörer, missbildningar i ryggraden, och cystor. Somliga av dessa lokala problem beror med andra ord på ryggmärgsskador. Myelopatier kan också uppstå av sjukdomar av mera systemisk natur, av inflammationer, infektionssjukdomar, degenerativa sjukdomar, näringsrubbningar, och kärlsjukdomar, Inflammatoriska myelopatier kallas myeliter, och kärlförändringar kallas vaskulära myelopatier. Bland degenerativa sjukdomar är spondylos en vanlig utlösande faktor, vilken uppträder som myelopati om den orsakar spinal stenos.

## Symtom
Oavsett om orsaken till myelopatin är lokal eller systemisk, uppkommer symtom vanligen långsamt. Flera orsaker till myelopati sammanfaller dessutom tidsmässigt med att kroppen börjar åldras och vissa försämringar av kroppsfunktionerna därför är förväntade. Tidiga symtom kan handla om försämringar i vardagliga koordinationsaktiviteter, som att knäppa en skjorta eller att gå i en trappa. Kroppsliga aktiviteter kan upplevas svårare att genomföra för att kroppen inte agerar som den brukar med viljestyrda reaktioner och med samma styrka som förut. Ett kardinalsymtom är nacksmärta eller ryggsmärta och stelhet i nacke och rygg samt i benen. Det kan knaka i nacken när man böjer den. Smärtan från ryggen kan stråla ut i, och eventuellt mest erfaras i, armar, armbågar och händer. Många drabbade kan uppleva det som om de förlorat känseln (hypestesi) eller kroppsmedvetenheten i händerna (proprioceptionen).